# Jastin García
 (août 2025).
Jastin García, né le 15 janvier 2004 à Lérida, est un footballeur portugais qui évolue au poste de Ailier au Girona FC.

## Biographie

### Carrière en club
Né à Lérida, dans l'éponyme province en Catalogne espagnole, Jastin García est formé par le Girona FC, où il commence sa carrière professionnelle en championnat d'Espagne. 
Intégré à l'équipe première dès le début de la saison 2023-2024, il est cependant freiné par une blessure à la cheville. Il ne joue finalement son premier match avec l'équipe première du club que le 9 mars 2024, remplaçant Iván Martín lors d'un match de championnat contre le CA Osasuna qui se solde par une victoire 2-0, rapprochant son équipe d'une qualification historique en Ligue des champions,,.
Le 5 novembre 2024, il joue son premier match de Ligue des champions avec le Girona FC, entrant en jeu lors du match contre le PSV Eindhoven de Malik Tillman, Johan Bakayoko et Luuk de Jong.

### Carrière en sélection
Binational hispano-portugais,, Jastin García est international portugais junior avec l'équipe des moins de 20 ans à partir de mars 2024.